# اولها باسانسکا
اولها باسانسکا (اوکراینی: Ольга Олександрівна Басанська؛ زادهٔ ۶ ژانویهٔ ۱۹۹۲) بازیکن فوتبال اهل اوکراین است.
وی همچنین در تیم ملی فوتبال زنان اوکراین بازی کرده‌است.